# Bildungs- und Forschungskrankenhaus Gülhane

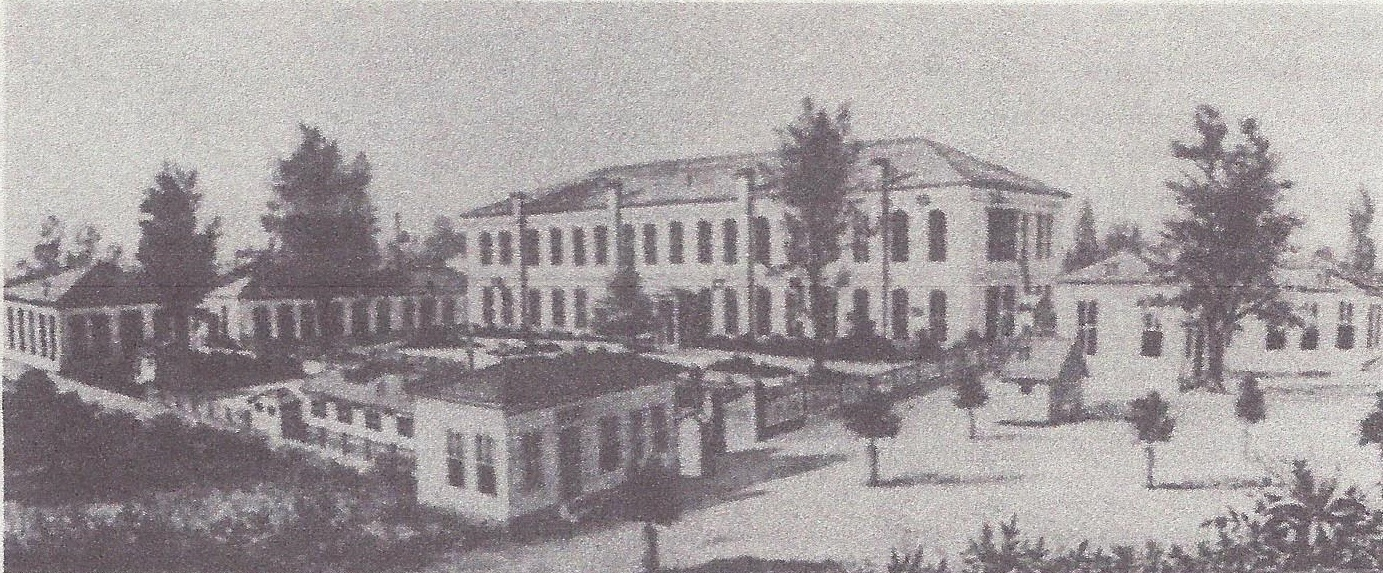
Gülhane I

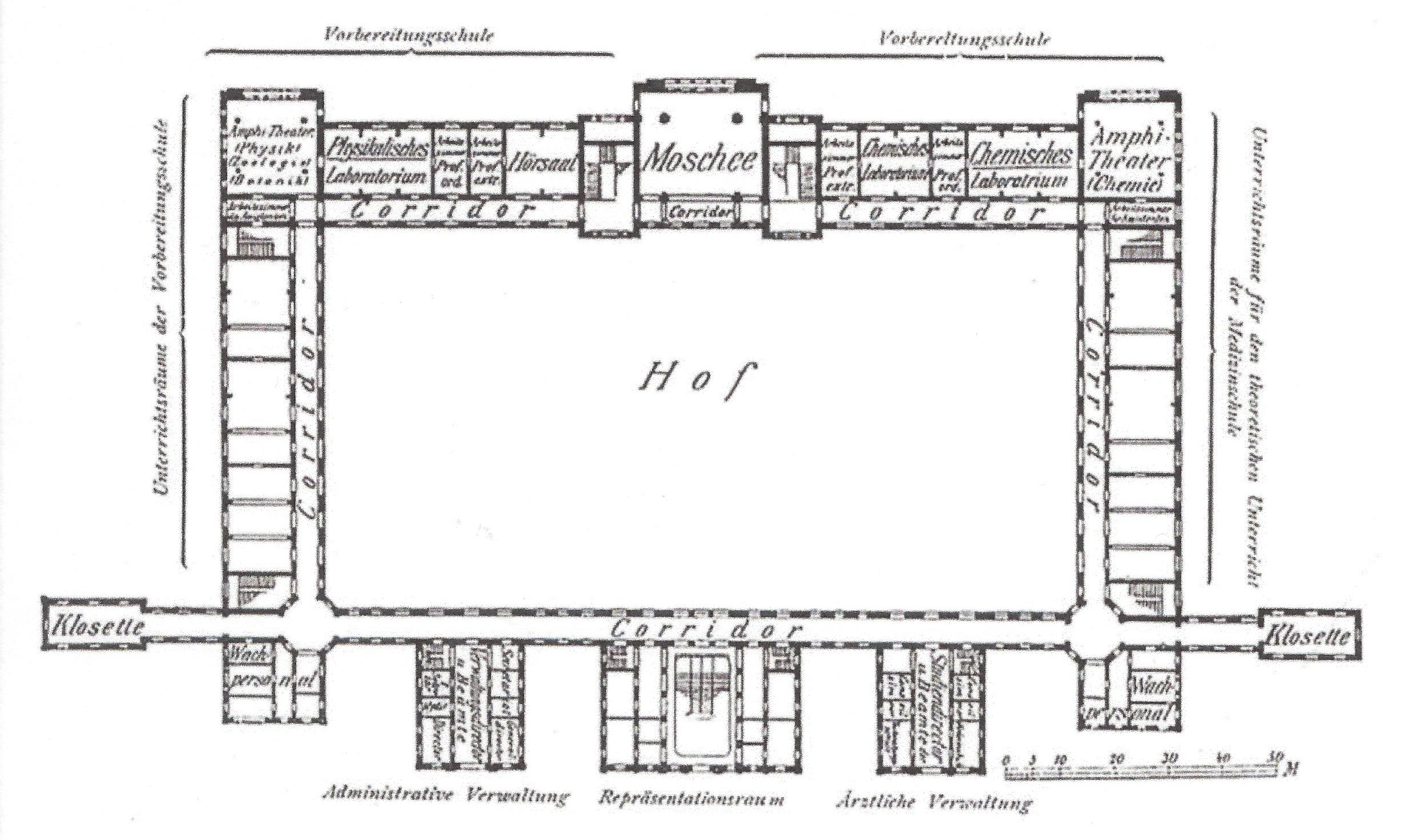
Grundriss

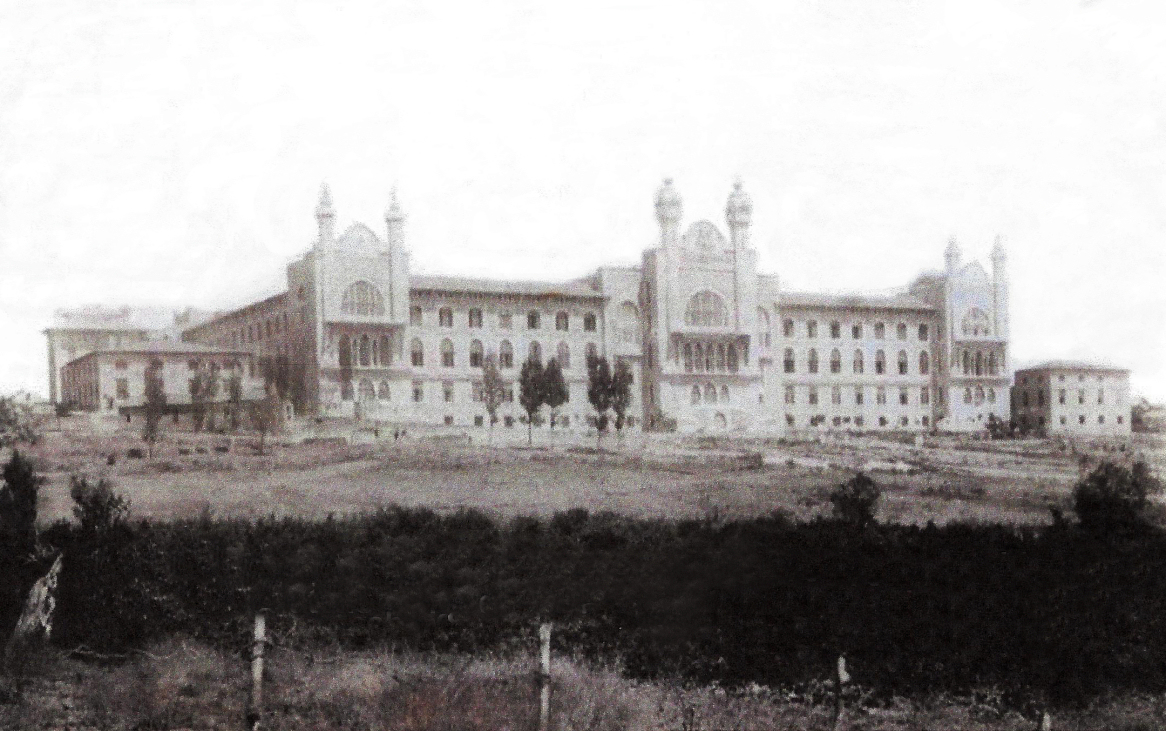
Gülhane II (1903)

Das Bildungs- und Forschungskrankenhaus Gülhane (türkisch Gülhane Eğitim ve Araştırma Hastanesi) ist ein medizinisches Forschungsinstitut, das 1898 in Istanbul als die wehrmedizinische Militärmedizinische Akademie Gülhane (türkisch Gülhane Askerî Tıp Akademisi, GATA) gegründet wurde und seit 1941 in Ankara seinen Sitz hat.

## Geschichte
1846 war in Konstantinopel ein Deutsches Krankenhaus in Betrieb gegangen. Nach dem Geburtstag von Abdülhamid II.  hatte Wilhelm II. im Oktober 1898 die Stadt besucht. Am 30. Dezember 1898 wurde in Fatih (Istanbul) die Militärmedizinische Akademie Gülhane feierlich eröffnet. Bei ihrer Gründung hatten deutsche Ärzte maßgeblich mitgewirkt; denn zum einen hatte die deutsche Medizin (im Gegensatz zur vom 17. bis ins 19. Jahrhundert weit hinter der europäischen Medizin zurückgebliebenen türkischen bzw. osmanischen Medizin) damals Weltgeltung; zum anderen setzte sich die deutsche Militärmission in der Türkei dafür ein, dass nicht nur die osmanischen Streitkräfte, sondern auch der Sanitätsdienst nach deutschem Vorbild reformiert wurde.
Beim Aufbau des Gülhane spielten deutsche Ärzte eine entscheidende Rolle, nämlich Ernst von Düring, Robert Rieder, Georg Deycke und Julius Wieting. Der Chirurg Rieder wurde zum Generalinspekteur der Kaiserlich ottomanischen Medizinschulen und zum Leiter des noch zu errichtenden Krankenhauses Gülhane ernannt. Nach seinen Plänen wurde das Haus in der Nähe des Topkapı-Palasts auf den Grundmauern des verfallenen Gebäudes der früheren Kriegsschule in vier Monaten erbaut. Am Eröffnungstag wurde es in Betrieb genommen. Die Akademie sollte nach Rieders Vorstellung der theoretischen und praktischen Ausbildung dienen. Sie war nach deutschem Vorbild ausgestattet und bezog die gesamte Krankenhauseinrichtung einschließlich einer Elektrizitätsanlage und Röntgenapparatur aus Deutschland. 1903 verlegte die Akademie ihren Standort in einen palastartigen Neubau auf dem östlichen Ufer des Bosporus. Rieder leitete sie bis 1904. Der Internist Georg Deycke war als Rieders Stellvertreter und Nachfolger ebenfalls 1898 nach Istanbul gekommen. Ihm folgte Wieting, der seit 1902 die Chirurgische Abteilung geleitet hatte. 1915 übernahm Theobald Selling (1873–1946) die Leitung des Krankenhauses und Emil Morath (* 1875) die des dort neu geschaffenen zahnärztlichen Dienstes.
1941 wurde die Akademie nach Ankara verlegt. Seit 1971 befindet sie sich am Stadtrand der türkischen Hauptstadt. Neben großzügigen Ausbildungs- und Forschungseinrichtungen steht ein Klinikum mit 1.150 Betten zur Verfügung. Derzeit (Stand: Februar 2017) befindet sich ein weiteres Gebäude im Bau durch das die Bettenzahl auf über 1800 steigen würde. Das Haydarpaşa-Klinikum in Istanbul ist mit seinen 800 Betten seit 1985 wieder der Gülhane-Akademie unterstellt.

„Wer heute die Gülhane-Akademie in Ankara besucht, findet eine imponierende Hochschulanlage vor, in der modernste Medizin gelehrt und ausgeübt wird, besetzt mit hochqualifizierten Lehrkräften, die Wissenschaft und Soldatentum in mustergültiger Weise zu verbinden verstehen.“

Zum 90-jährigen Jubiläum (1988) luden die türkische Armee und der Akademiekommandeur (Generalarzt Necoti Kölan) deutsche Medizinhistoriker ein, die als Sanitätsoffiziere der Reserve der Bundeswehr verbunden waren. Mit Heinz Goerke, Hans Schadewaldt und Hans Becker waren zugleich Heer, Marine und Luftwaffe vertreten.
Nach dem gescheiterten Putschversuch am 15. Juli 2016 wurde die Akademie an das Gesundheitsministerium übertragen. Des Weiteren wurde sie in Gülhane Eğitim ve Araştırma Hastanesi umbenannt und ist seitdem ein ziviles Forschungsinstitut.